# Stéphanie Gibaud
Pour les articles homonymes, voir Gibaud.
Stéphanie Gibaud, née le 6 juin 1965 à Lille, est une lanceuse d'alerte française.
En poste chez UBS France à Paris, elle a joué un rôle décisif en dénonçant les pratiques d'évasion fiscale et de blanchiment de fraude fiscale en bande organisée d'UBS AG (Suisse) avec la complicité d'UBS France. Ses informations ont largement contribué à identifier pour le compte du ministère des Finances français 38 000 comptes offshore qui représentent 12 milliards d'euros.

## Biographie
Après des études linguistiques à l'Université de Lille III, elle a successivement travaillé pour TransManche Link (TML, Le Tunnel sous la Manche) à Calais, l'ambassade des États-Unis à Paris, le club de football RC Lens et la banque de gestion de fortune UBS France à Paris.
À l'été 2014, elle devient membre fondateur et secrétaire générale de l'association PILA (plateforme internationale des lanceurs d'alerte).

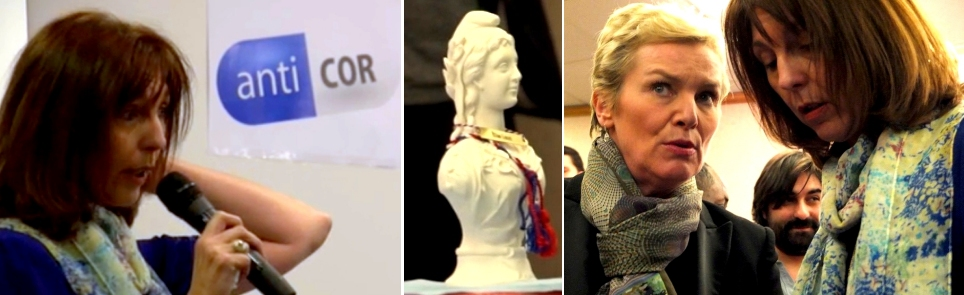
Remise du prix Anticor 2015.

En 2015, elle reçoit le prix Anticor lors de la soirée « Éthique contre casseroles ».
Le 10 septembre 2015, Stéphanie Gibaud est nommée pour le prix Sakharov aux côtés de deux autres lanceurs d’alerte, Edward Snowden et Antoine Deltour.

### Affaire UBS
Chez UBS France, Stéphanie Gibaud est chargée de développer sur le territoire français des partenariats avec des enseignes prestigieuses et d'organiser des événements pour attirer et fidéliser les clients fortunés de la banque.
En 2007 éclate l'affaire du banquier américain Bradley Birkenfeld. Celui-ci dévoile à la justice américaine qu'il avait aidé ses clients à frauder l'Internal Revenue Service. À la suite de ses révélations, toutes les procédures internes de la banque ont alors été modifiées partout dans le monde.
En juin 2008, la supérieure hiérarchique de Stéphanie Gibaud lui demande de détruire le contenu de ses fichiers informatiques à la suite d'une perquisition dans le bureau du directeur général à Paris.
Ces fichiers contiennent les coordonnées des clients et des prospects de la banque[réf. nécessaire], ainsi que le nom de leurs chargés d'affaires en France, en Suisse, au Luxembourg, en Belgique, Monaco ou ailleurs.
Stéphanie Gibaud n'exécute pas l'ordre. Il s'ensuit un véritable bras de fer. Elle se plaint alors de harcèlement, de mise au placard, de discrimination.
Plusieurs collaborateurs de la banque se rapprochent d'elle et lui confirment que le démarchage des chargés d'affaires suisses sur le territoire français est illégal. Ils lui expliquent par ailleurs qu'UBS France a mis en place une comptabilité parallèle, dénommée « Carnet du Lait », qui regroupe mensuellement les transactions d'évasion fiscale des clients français vers l'offshore.
UBS France essaie de la licencier en 2009 mais ce licenciement est refusé par l'inspection du travail. En 2010, UBS France porte plainte contre sa collaboratrice pour diffamation et perdra ce procès. Stéphanie Gibaud sera finalement licenciée en février 2012.
Considérée comme lanceuse d'alerte dès 2008 puisqu'elle a dénoncé les opérations illégales d'évasion fiscale de son employeur à l'Inspection du Travail puis en portant plainte contre UBS auprès du Procureur de la République fin 2009, Stéphanie Gibaud a été reçue par la BRDP (Brigade de Répression de la Délinquance contre les Personnes) en février 2011 et en mars 2015, ainsi qu'au SNDJ (Douanes Judiciaires) à plusieurs reprises entre 2011 et 2012.
Stéphanie Gibaud a été entendue au Sénat par Eric Bocquet, rapporteur de la Commission Évasion Fiscale en 2012 et par le député Yann Galut en juillet 2013. Elle apparaît dans les rapports de la commission d'enquête sénatoriale du 17 juillet 2012 et du 17 octobre 2013.
Elle publie en février 2014 La femme qui en savait vraiment trop au Cherche midi.
Le journaliste d'investigation Antoine Peillon, qui signe la postface de son livre, explique que Stéphanie Gibaud a été l'une des sources de son livre Ces 600 milliards qui manquent à la France, publié en mars 2013.
Le 5 mars 2015, le tribunal des Prudhommes de Paris donne raison à Stéphanie Gibaud en condamnant la banque UBS à 30 000 euros d'amende pour harcèlement sur son ex-cadre. Il n’y aura pas d’appel.
Le 11 mai 2015, elle est reçue au Parlement européen à Bruxelles à l’invitation d’Alain Lamassoure pour être entendue par la commission « Tax Rulings ». Eva Joly, députée européenne, qui siégeait dans cette commission, évoquait déjà son soutien à Stéphanie Gibaud lors d'une interview, le 24 janvier 2015, sur France Inter.
Le 17 juin 2015, Stéphanie Gibaud est reçue à l’ambassade d’Argentine à Paris sur invitation de Ricardo Echegaray, directeur de l'AFIP (AFIP (es)). Elle y est entendue par les membres de la commission bicamérale du Congrès argentin qui enquêtent sur la fraude fiscale.
Le 20 février 2019, une nouvelle page se tourne: UBS est condamnée par le Tribunal correctionnel de Paris à payer un total de 4,5 milliards d'euros pour l'ensemble de ses malversations . Puis après avoir fait appel, elle sera condamnée, en décembre 2021, à 1,8 milliard d'euros . Elle s'est alors pourvue en cassation pour analyser non pas le fond mais la forme du procès .

### Engagement politique
Indépendante au mouvement Debout la France depuis 2015, Stéphanie Gibaud a été présidente du comité de soutien de Nicolas Dupont-Aignan pendant la campagne présidentielle de 2017. Elle est en deuxième position sur la liste de Nicolas Dupont-Aignan aux élections européennes de 2019.
Elle est tête de liste à Paris aux élections régionales de 2015 en Île-de-France sur la liste de Debout la France.

### Nouvelle vie en tant que lanceuse d'alerte
En 2016, elle déclare ne pas avoir retrouvé d'emploi. Comme beaucoup de lanceurs d'alerte, elle se retrouve dans une situation très précaire ,. Elle écrit un livre, qui sera publié en octobre 2017, dénonçant les risques pris par les lanceurs d'alerte. Dans La traque des lanceurs d'alerte, elle détaille la vie d’une cinquantaine de lanceurs d’alerte et dénonce les risques pris par ceux-ci au nom de l'intérêt général.
En septembre 2023, vivant au RSA, coupée d'une partie de sa famille, Stéphanie Gibaud se bat pour obtenir une indemnisation, comme le permet la loi, mais le ministère de l'économie déploie beaucoup d'énergie pour que ça n'arrive pas, sans pour autant justifier ce choix, ce qui mène certains observateurs à pointer un double-discours de l'administration face à la protection des lanceurs d'alerte : « Quant aux lanceurs d’alerte, loin d’être protégés, tout est fait au contraire pour les dissuader de dénoncer des pratiques illicites et de venir perturber le système ».

## Publications
- La femme qui en savait vraiment trop : les coulisses de l'évasion fiscale en Suisse, Paris, Le Cherche midi, 2014, 224 p. (ISBN 978-2-7491-3508-3)
- La traque des lanceurs d'alerte, Paris, Max Milo, 2017, 300 p. (ISBN 978-2-315-00813-1)[29]